# Хајнрих II, војвода Аустрије
Хенрик II Аустријски (1107 - Беч, 13. јануар 1177) је био војвода Аустрије. Био је син Леополд III, маркгроф Аустрије и Агнесе од Немачке. 
Хајнрих II Јасомиргот (нем. Хенрик II Јасомиргот; 1114 — 13. јануар 1177) — маркгроф Аустрије 1141—1156, војвода Аустрије од 1156, гроф Палатин од Рајне под именом Хенрик IV 1140—1141, војвода од Баварске. под именом Хенрик XI 1141-1156 из династије Бабенберг, син Светог Леополда III и Агнезе, ћерке цара Хенрика IV. 
Порекло надимка Хенрика II, Јасомиргот, није сасвим јасно. Према једној теорији, она сеже до арапског језика и повезује се са учешћем војводе у крсташком рату. Према другој верзији, то је скраћена фраза Ја со мир Готт хелфе (Боже помози). Могуће је да је словенског (словенског) порекла и да значи „ја сам за свет“ (Ја за мир). (АртГам, Обер) 

## Биографија
Године 1140. постао је гроф Палатин од Рајне, али се након неочекиване смрти свог старијег брата Леополда IV 1141. вратио у Баварску.
Наследивши од свог брата сукоб са Велфовима за баварски престо, Хенрик II је на почетку своје владавине био приморан да брани своје поседе од велшких трупа и да сузбије устанке њихових присталица у Баварској.
Године 1147. на Аустрију је извршила инвазију мађарска војска, коју је, међутим, поразио Хенрик II у бици на реци Лејти.
Победивши Мађаре, војвода је кренуо у крсташки рат, током којег се оженио византијском принцезом Теодором Комнин.
По повратку у Баварску поново је избио рат са Велфовима. Ситуација се закомпликовала 1152. године, након што је на престо Светог римског царства ступио Фридрих I, који је тежио мирном решавању сукоба између Велфа и Бабенберга како би консолидовао снаге царства како би се посветио освајању Италије.
Цар Фридрих I је 1156. године, Баварску предао кући Велф, за војводу је поставио Хенрика Лава, а као компензацију Хенрику II издао је посебан патент на аустријске поседе Бабенбергових, познат као Привилегиум Минус. Овим документом Аустрија је подигнута на ранг војводства, проглашена је њена потпуна независност од Баварске и утврђено је право наслеђивања аустријског престола од стране династије Бабенберг и по мушкој и по женској линији, као и могућност постављања наследника као војводе. (једино право те врсте међу свим немачким кнежевинама) . Тиме су постављени темељи нове аустријске државности и створени су предуслови за проширење независности Аустрије.
На крају своје владавине, Хенрик II  је учествовао у походима цара Фридриха I против италијанских градова и побуњених немачких принчева. Године 1166. војвода је преговарао са Византијом у име цара Фридриха I.
На регионалној сцени, Хенрик II је сарађивао са Корушком против коалиције Чешке, Мађарске и Штајерске. Упркос успешној инвазији на Штајерску, 1176. године чешко-угарске трупе су победиле Аустријанце и опустошиле долину Дунава.
Године 1145. Хенрик II је преместио престоницу Аустрије у Беч. Од његове владавине почиње нагли развој овог града. Године 1147. завршена је изградња катедрале Светог Стефана у Бечу, која је до данас остала једна од главних атракција престонице.

## Брак и деца
1. жена: од 1142. Гертруда од Суплинбурга (1115—1143), ћерка цара Лотара II, цара Светог римског царства. Деца:
- Рихарда (1143–1200), удата за Хенрика V, ландгрофа од Штефлинга

2. жена: од 1148. Теодора Комнин († 1183), братаница византијског цара Мануела I. Деца:
- Леополд V (1157-1194), војвода Аустрије од 1177, војвода Штајерске од 1192
- Хенрик Старији (1158-1223), 1. војвода од Модлинга, ожењен (1177) Ричезом од Чешке, ћерком Владислава II, краља Чешке
- Агнеза (1154-1182), удата 1168. за Стефана III, угарског краља, други брак са Херманом, војводом од Корушке

## Породично стабло
|  |                                           |  |  |  |  |  |  |  |  |  |  |  |  |  |  |  |
|  | 4. Леополд II, маркгроф Аустрије          |  |  |  |  |  |  |  |  |  |  |  |  |  |  |  |
|  |                                           |  |  |  |  |  |  |  |  |  |  |  |  |  |  |  |
|  |                                           |  |  |  |  |  |  |  |  |  |  |  |  |  |  |  |
|  | 2. Леополд III, маркгроф Аустрије         |  |  |  |  |  |  |  |  |  |  |  |  |  |  |  |
|  |                                           |  |  |  |  |  |  |  |  |  |  |  |  |  |  |  |
|  |                                           |  |  |  |  |  |  |  |  |  |  |  |  |  |  |  |
|  | 5. Ида од Формбах-Рателнберга             |  |  |  |  |  |  |  |  |  |  |  |  |  |  |  |
|  |                                           |  |  |  |  |  |  |  |  |  |  |  |  |  |  |  |
|  |                                           |  |  |  |  |  |  |  |  |  |  |  |  |  |  |  |
|  | 1. Хајнрих II, војвода Аустрије           |  |  |  |  |  |  |  |  |  |  |  |  |  |  |  |
|  |                                           |  |  |  |  |  |  |  |  |  |  |  |  |  |  |  |
|  |                                           |  |  |  |  |  |  |  |  |  |  |  |  |  |  |  |
|  | 6. Хајнрих IV, цар Светог римског царства |  |  |  |  |  |  |  |  |  |  |  |  |  |  |  |
|  |                                           |  |  |  |  |  |  |  |  |  |  |  |  |  |  |  |
|  |                                           |  |  |  |  |  |  |  |  |  |  |  |  |  |  |  |
|  | 3. Агнеса од Немачке                      |  |  |  |  |  |  |  |  |  |  |  |  |  |  |  |
|  |                                           |  |  |  |  |  |  |  |  |  |  |  |  |  |  |  |
|  |                                           |  |  |  |  |  |  |  |  |  |  |  |  |  |  |  |
|  | 7. Берта Савојска                         |  |  |  |  |  |  |  |  |  |  |  |  |  |  |  |
|  |                                           |  |  |  |  |  |  |  |  |  |  |  |  |  |  |  |
|  |                                           |  |  |  |  |  |  |  |  |  |  |  |  |  |  |  |